# Сарру
Сарру́ (фр. Sarroux, окс. Sarron) — коммуна во Франции, находится в регионе Лимузен. Департамент — Коррез. Входит в состав кантона Бор-лез-Орг. Округ коммуны — Юссель.
Код INSEE коммуны — 19252.
Коммуна расположена приблизительно в 390 км к югу от Парижа, в 105 км юго-восточнее Лиможа, в 55 км к востоку от Тюля.

## Население
Население коммуны на 2008 год составляло 443 человека.
| 1962 | 1968 | 1975 | 1982 | 1990 | 1999 | 2008 |
| ---- | ---- | ---- | ---- | ---- | ---- | ---- |
| 451  | 426  | 375  | 361  | 362  | 379  | 443  |

## Администрация
| Период | Период | Фамилия         | Партия | Примечания |
| ------ | ------ | --------------- | ------ | ---------- |
| 1995   | 2001   | Жак Антрег      |        |            |
| 2001   | 2008   | Дени Рейно      |        |            |
| 2008   |        | Жан-Жак Гутброз |        |            |

## Экономика

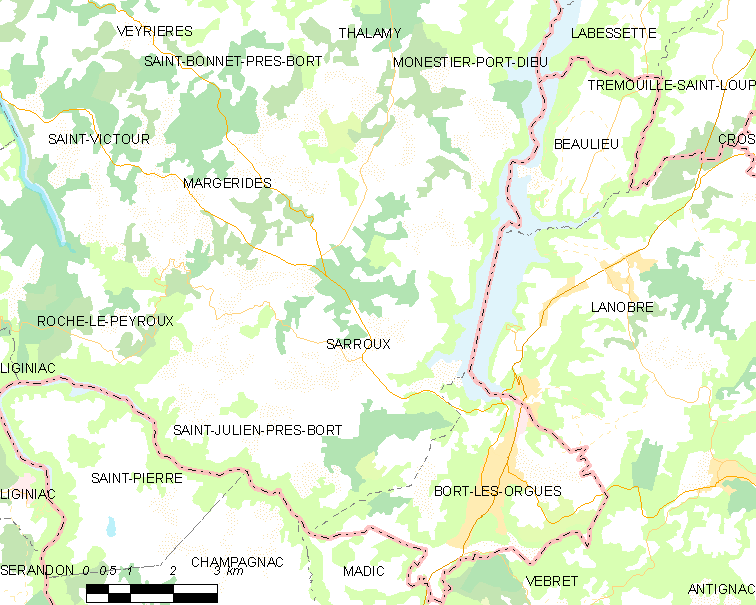
Карта коммуны

В 2007 году среди 252 человек в трудоспособном возрасте (15-64 лет) 199 были экономически активными, 53 — неактивными (показатель активности — 79,0 %, в 1999 году было 68,1 %). Из 199 активных работали 191 человек (107 мужчин и 84 женщины), безработных было 8 (4 мужчины и 4 женщины). Среди 53 неактивных 10 человек были учениками или студентами, 27 — пенсионерами, 16 были неактивными по другим причинам.

## Достопримечательности
- Замок Пьерфит (XIII век). Памятник истории с 1927 года[3]